# Малець Олександр Михайлович
Олександр Михайлович Малець (нар. 21 березня 1922, Ужгород, Перша Чехословацька Республіка) — український футбольний арбітр.
1954 року розпочав арбітраж поєдинків чемпіонату СРСР. 3 квітня 1956 року дебютував як головний арбітр. У тому матчі зіграли внічию одеський «Харчовик» і «Динамо» (Таллінн). З 31 березня 1958 року — суддя всесоюзної категорії.
Протягом дванадцяти сезонів обслуговував матчі чемпіонату, кубка і Спартакіади народів СРСР. Провів як головний рефері 45 ігор, а в 4 матчах був боковим суддею.
З 1972 по 1975 рік працював на посаді начальника команди в «Говерлі». У першому сезоні ужгородський клуб здобув срібні нагороди чемпіонату УРСР.